# یواس‌اس سیلورسایدز (اس‌اس‌ان-۶۷۹)
یواس‌اس سیلورسایدز (اس‌اس‌ان-۶۷۹) (به انگلیسی: USS Silversides (SSN-679)) یک زیردریایی بود که طول آن ۳۰۲ فوت ۳ اینچ (۹۲٫۱۳ متر) بود. این زیردریایی در سال ۱۹۷۱ ساخته شد.